# Joseph Roß
Pour les articles homonymes, voir Ross.
Joseph Roß (né le 20 avril 1836 à Ochsenfurt et mort le 5 novembre 1923 à Wurtzbourg) est administrateur de domaine et député du Reichstag.

## Biographie
De 1845 à 1853, Roß étudie à l'école latine et le lycée de Wurtzbourg et de 1853 à 1857 à l'université pour y étudier le droit et les sciences politiques. Il compète ensuite sa pratique juridique auprès des tribunaux de district d'Arnstein (de) et de Wurtzbourg, ainsi que dans le cabinet d'avocats et l'étude notariale de Wurtzbourg. À partir de 1871, il est le premier fonctionnaire du domaine avec le titre de conseiller privé au service du comte Carl von Schönburg-Forderglauchau à Glauchau et à partir de 1879, il est magistrat à Glauchau.
De 1884 à 1890, il est député du Reichstag en tant que député de la 6e circonscription de Basse-Franconie (Wurtzbourg) avec le Zentrum.